# Dichrorampha incognitana
Dichrorampha incognitana is een vlinder uit de familie bladrollers (Tortricidae). De wetenschappelijke naam is voor het eerst geldig gepubliceerd in 1933 door Kremky & Maslowski.
De soort komt voor in Europa.